# Diccionario geográfico universal
El Diccionario geográfico universal es una obra que fue coeditada en 1997 por la Academia Mexicana de la Lengua y el Fondo de Cultura Económica. En el año 2004 la versión fue digitalizada por el Instituto Latinoamericano de la Comunicación Educativa (ILCE). El autor es Guido Gómez de Silva, miembro de número y presidente honorario de la Comisión de Lexicografía de la Academia Mexicana de la Lengua. Contiene aproximadamente 10 000 entradas que identifican países, ciudades, nombres de ríos, montañas, islas, mares, lagos, cabos, valles, desiertos, golfos, bahías, así como otros accidentes geográficos.

## Antecedentes y presentación
En 1993, la Academia Mexicana editó la obra Los nombres de los países la cual contiene sus nombres, gentilicios y capitales. Debido a que la obra tuvo éxito editorial, solicitó al autor ampliar el proyecto para incluir los nombres de los accidentes geográficos más importantes del planeta. En abril de 1997, durante el primer Congreso Internacional de la Lengua Española celebrado en Zacatecas, la obra fue presentada a la comunidad académica. Durante la ponencia, la Academia Mexicana recomendó ampliamente usar el diccionario para la redacción de editoriales, periódicos, suplementos, revistas y medios de comunicación con el objeto de unificar los criterios largamente debatidos y que han sido tradicionalmente resueltos sin mayores bases lingüísticas.
En la confección del diccionario se incluyen mapas para indicar la ubicación geográfica de los países, así como cinco apéndices:
- Glosario de términos genéricos. Al español
- Glosario de términos genéricos. Del español
- Los países y territorios
- Los 15 países de mayor territorio
- Los 15 países más poblados

## Criterios para la realización del diccionario
Algunos de los criterios más importantes para la realización del diccionario fueron los siguientes:
- Las formas recomendadas no solamente son las más usuales en México, se tomó en cuenta la que utilizan otros países de habla española. Cuando existen dos opciones, la primera es la que recomienda la Academia Mexicana de la Lengua.[1]

- En cuanto a los exónimos, se mantuvieron las formas hispanizadas que tienen una larga tradición.[3] Cuando no se detectó esa larga tradición se evitó crear un mayor número de exónimos, de tal suerte que los topónimos que se escriben con alfabeto latino se mantuvieron. Para las transcripciones de los nombres que utilizan otros alfabetos (cirílico, griego, hebreo), se hicieron de acuerdo al sistema más común, revisando las obras modernas escritas en español.  En el caso del alfabeto árabe se utilizó el sistema adaptado por los arabistas españoles y se tomó como base lo indicado en el Diccionario de la lengua española de la Real Academia Española. En el caso de los nombres chinos se utilizó el sistema pinyin.[1]

- Para las traducciones, se analizó de forma particular cada caso. Ejemplos que tienen una larga tradición de uso en español como Nueva York, Nuevo México, no tuvieron mayor inconveniente. Pero hubo largos debates para casos como New Hampshire/Nuevo Hampshire, o Nueva Jersey/New Jersey. La Academia Mexicana y el autor, optaron por seguir a la ONU fuera del idioma español para el caso de "nuevos" países como Birmania/Myanmar o Bielorrusia/Belarús,[nota 1] aunque no para todos los casos como Costa de Marfil/Côte d'Ivoire  o Libia/Jamahiriya Árabe Libia.[4] Se indican también los casos de los países cuyos nombres pueden incluir un artículo, como (el) Perú, (el) Canadá, (la) Argentina, (la) India.[5]

## Versiones digitales del diccionario
La versión digital que se presenta en el sitio web de la Academia Mexicana de la Lengua se realizó con el apoyo de la Fundación Cervantina de México y el Consejo Nacional para la Cultura y las Artes.  En el año 2004, La biblioteca digital del Instituto Latinoamericano de la Comunicación Educativa (ILCE) capturó la información del diccionario para realizar edición digital, la cual se encuentra disponible en CD-ROM, y puede ser consultada en su página de la web. De esta forma, el diccionario es una coedición del ILCE, la Academia Mexicana de la Lengua y el Fondo de Cultura Económica.